# Hajnalka (keresztnév)
A Hajnalka magyar eredetű női név, 19. századi alkotás a hajnal szóból, egyben virágnév is.

## Rokon nevek
- Hajnal:[1] a Hajnalka rövidülése.[2]

## Gyakorisága
Az 1830-as években nagyon divatos név volt, sokszor Hajnal alakban is használták. 
1967-ben a Hajnalka a 31., a 80-as években a 36. legnépszerűbb női név volt. Az 1990-es években a Hajnalka ritka, a Hajnal szórványos név, 2003-ban a Hajnalka a 96. leggyakoribb női név, azóta nincs az első százban, a Hajnal a 2000-es években nem szerepel a 100 leggyakoribb női név között.

## Névnapok
Hajnalka, Hajnal
- március 27.[2]
- június 19.[2]
- október 4.[2]

## Híres Hajnalkák, Hajnalok
- Honthy Hanna (Hügel Hajnalka) primadonna
- Fazekas Hajnalka nemzetközi női labdarúgó-játékvezető
- Rátonyi Hajni színésznő
- Sipos Hajnalka válogatott labdarúgó
- Tóth Hajnalka vívó, párbajtőröző
- Németh Hajnal, képzőművész

## Egyéb Hajnalkák

### Az irodalomban
Babits Mihály örökítette meg a nevet Anyám nevére című versében:
Hajnalka volt az édesanyám/hajnalra születettem én